# Орленко, Андрей Тимофеевич
Андрей Тимофеевич Орленко (18 августа 1924, Конотоп — 17 января 1981, Конотоп) — советский военнослужащий, участник Великой Отечественной войны, полный кавалер ордена Славы, рядовой 159-го отдельного саперного батальона 112-й стрелковой дивизии 60-й армии 1-го Украинского фронта; ефрейтор 159-го отдельного саперного батальона 112-й стрелковой дивизии 13-й армии; командир отделения 159-го отдельного саперного батальона 112-й стрелковой дивизии, сержант.

## Биография
Родился 18 августа 1924 года в городе Конотоп в семье рабочего. Украинец. Член КПСС с 1963 года. Окончил 9 классов. Работал на стройке.
В Красной Армии с августа 1943 года. Участник Великой Отечественной войны с октября 1943 года. Отличился в боях за города Коростень, Дубно, при форсировании Вислы, Одера. Был ранен и контужен.
Рядовой 159-го отдельного саперного батальона Андрей Орленко 7 декабря 1943 года в 12 километрах южнее города Коростень Житомирской области Украины спас Боевое Знамя части. Ночью под огнём противника поставил много противотанковых и противопехотных мин. Приказом от 18 декабря 1943 года за «образцовое выполнение заданий командования в боях с немецко-фашистскими захватчиками» красноармеец Орленко Андрей Тимофеевич награждён орденом Славы 3-й степени.
Ефрейтор Андрей Орленко 18 июля 1944 года у деревни Грабова Бусского района Львовской области Украины, попав в окружение, заменил в бою раненого командира, уничтожил свыше десяти солдат противника. Приказом от 28 августа 1944 года «за образцовое выполнение заданий командования в боях с немецко-фашистскими захватчиками» ефрейтор Орленко Андрей Тимофеевич награждён орденом Славы 2-й степени.
Командир отделения 159-го отдельного саперного батальона сержант Андрей Орленко 12 января 1945 года около населенного пункта Котушув сделал проход в минном поле противника. У населенного пункта Тарксдорф участвовал в оборудовании переправы через реку Одер, при минировании дороги установил сорок мин. За эти подвиги 1 февраля 1945 года был представлен, командиром батальона, к званию: Герой Советского Союза.
Указом Президиума Верховного Совета СССР от 10 апреля 1945 года «за образцовое выполнение заданий командования в боях с немецко-фашистскими захватчиками» сержант Орленко Андрей Тимофеевич награждён орденом Славы 1-й степени, став полным кавалером ордена Славы.
После войны отважный сапер продолжал службу в рядах Советской Армии. С 1950 года старшина А. Т. Орленко — в запасе. Окончил Глуховский педагогический институт. Работал преподавателем начальной военной подготовки и физруком в средней школе в городе Конотоп. Скончался 17 января 1981 года.
Награждён орденами Отечественной войны 2-й степени, Красной Звезды, Славы 1-й, 2-й и 3-й степени, медалями.
Бюст полного кавалера ордена Славы А. Т. Орленко установлен в Конотопском краеведческом музее.

## Награды
- Полный кавалер ордена Славы:
  - Орден Славы I степени (10 апреля 1945, орден № 1327)[1];
  - Орден Славы II степени (28 августа 1944, орден № 1931)[2];
  - Орден Славы III степени (18 декабря 1943, орден № 40715)[3];
- Орден Отечественной войны II степени (19 мая 1945)[4];
- Орден Красной Звезды (1 мая 1944)[5];
- Медаль «В ознаменование 100-летия со дня рождения Владимира Ильича Ленина» (6 апреля 1970);
- Медаль «За победу над Германией в Великой Отечественной войне 1941—1945 гг.» (21 ноября 1945)[6];
- Юбилейная медаль «Двадцать лет Победы в Великой Отечественной войне 1941—1945 гг.» (7 мая 1965[7]);
- Юбилейная медаль «Тридцать лет Победы в Великой Отечественной войне 1941—1945 гг.»[8];
- Юбилейная медаль «50 лет Вооружённых Сил СССР» (26 декабря 1967[9]);
- Знак МО СССР «25 лет Победы в Великой Отечественной войне» (24 апреля 1970[10]).